# Ошакты (Келесский район)
Ошакты (каз. Ошақты) — село в Келесском районе Туркестанской области Казахстана. Административный центр Ошактинского сельского округа. Код КАТО — 515477100.

## Население
В 1999 году население села составляло 1558 человек (776 мужчин и 782 женщины). По данным переписи 2009 года, в селе проживало 2238 человек (1161 мужчина и 1077 женщин).